# Youssef Akrout
Youssef Akrout (arabe : يوسف عكروت), né le 15 novembre 1990 à Tunis, est un skipper tunisien.
Médaillé d'or aux Jeux africains et aux Jeux panarabes dans la spécialité du Laser radial et 4.7, il a participé aux Jeux olympiques de 2012 et de  2016.

## Palmarès
- : Laser radial aux Jeux africains de 2011
- : Laser radial aux Jeux panarabes de 2011
- : Laser 4.7 aux Jeux panarabes de 2007
- : Laser 4.7 aux Jeux africains de 2007

## Résultats aux Jeux olympiques
- 45e aux Jeux olympiques d'été de 2012 : 348 points
- 34e aux Jeux olympiques d'été de 2016 : 257 points

## Exploit
En octobre 2016, il réalise une première mondiale en traversant la mer Méditerranée à bord de son laser de quatre mètres de long en un temps record. Il part d'El Haouaria pour gagner Mazara del Vallo en Italie. Il bat ainsi le record en parcourant 150 kilomètres en 17 heures et 34 minutes.